# Lochieu
Lochieu ist eine Ortschaft und eine ehemalige französische Gemeinde mit 82 Einwohnern (Stand 1. Januar 2022)  im Département Ain in der Region Auvergne-Rhône-Alpes. Sie gehörte  zum Kanton Hauteville-Lompnes und zum Arrondissement Belley.
Mit Wirkung vom 1. Januar 2019 wurden die ehemaligen Gemeinden Virieu-le-Petit, Brénaz, Chavornay und Lochieu zur Commune nouvelle Arvière-en-Valromey zusammengeschlossen und haben in der neuen Gemeinde den Status einer Commune déléguée. Der Verwaltungssitz befindet sich im Ort Virieu-le-Petit.

## Geographie
Lochieu liegt auf 610 m, etwa 20 Kilometer nördlich der Stadt Belley und 49 km südöstlich der Präfektur Bourg-en-Bresse (Luftlinie). Das Bauerndorf erstreckt sich im südöstlichen Bugey, an aussichtsreicher Lage am unteren Westhang des Grand Colombier, in der Senke des Valromey, über dem Taleinschnitt der Arvière.
Das Valromey bildet eine breite Senke zwischen zwei hohen, in Nord-Süd-Richtung orientierten Jurakämmen. Der westliche Teil wird vom Talkessel der Arvière eingenommen. Hier vereinigt sich die Arvière mit dem nördlichen Seitenbach Brise. Vom Talkessel erstreckt sich das Gebiet ostwärts über den Hang von Lochieu und den anschließenden dicht bewaldeten Steilhang (Forêt d’Arvière) bis auf die Hergues (bis 1390 m) und auf den Kamm des Grand Colombier, auf dem mit 1402 m die höchste Erhebung im Umfeld von Lochieu erreicht wird.
Nachbarorte von Lochieu sind Brénaz im Norden, Corbonod und Anglefort im Osten, Virieu-le-Petit im Süden sowie Champagne-en-Valromey im Westen.

## Geschichte
Im abgelegenen Quellgebiet der Arvière auf dem Höhenzug des Grand Colombier wurde um 1135 unter Amadeus III. von Savoyen das Kartäuserkloster Chartreuse d’Arvières gegründet. Seit dem Mittelalter stand Lochieu unter der Oberhoheit der Grafen von Savoyen. Mit dem Vertrag von Lyon gelangte das Dorf im Jahre 1601 an Frankreich.

## Sehenswürdigkeiten
Die Dorfkirche von Lochieu wurde im 19. Jahrhundert neu erbaut und enthält unter anderem einen Marmoraltar aus dem Kloster von Arvières. Von den profanen Bauten ist ein 1501 errichteter Herrschaftssitz zu erwähnen. In einem Renaissance-Haus im Dorfzentrum befindet sich das Musée du Bugey-Valromey, das den Besuchern das Leben und Kunsthandwerk des Valromey seit dem 18. Jahrhundert zeigt. Vom ehemaligen Kartäuserkloster sind Ruinen erhalten, in denen ein botanischer Garten nach mittelalterlicher Tradition angelegt wurde.
|  |  |

## Bevölkerung
| Bevölkerungsentwicklung | Bevölkerungsentwicklung |
| Jahr                    | Einwohner               |
| ----------------------- | ----------------------- |
| 1962                    | 107                     |
| 1968                    | 88                      |
| 1975                    | 80                      |
| 1982                    | 65                      |
| 1990                    | 69                      |
| 1999                    | 73                      |
| 2006                    | 86                      |
| 2011                    | 93                      |

Nachdem die Einwohnerzahl in der ersten Hälfte des 20. Jahrhunderts deutlich abgenommen hatte, verbleibt die Bevölkerungszahl seit Beginn der 1980er Jahre auf relativ konstantem Niveau.

## Wirtschaft und Infrastruktur
Lochieu war bis weit ins 20. Jahrhundert hinein ein vorwiegend durch die Landwirtschaft geprägtes Dorf. Noch heute leben die Bewohner überwiegend von der Tätigkeit im ersten Sektor. Einige Erwerbstätige sind auch Wegpendler, die in den größeren Ortschaften der Umgebung ihrer Arbeit nachgehen.
Die Ortschaft liegt abseits der größeren Durchgangsstraßen an einer Departementsstraße, die von Artemare nach Brénaz führt. Weitere Straßenverbindungen bestehen mit Champagne-en-Valromey und Passin.